# فهرست فینال‌های جام در جام آسیا
جام در جام آسیا یک رقابت فصلی فوتبال  بود که از سال ۱۹۹۰ تا ۲۰۰۲ میلادی مابین قهرمانان جام حذفی کشورهای آسیایی و موازی با مسابقات  جام باشگاه آسیا توسط  کنفدراسیون فوتبال آسیا (AFC)  برگزار میشد.در ۴ دوره نخست این جام، دیدار نهایی به صورت رفت و برگشتی میان تیم‌های فینالیست برگزار می‌شد اما پس از آن و تا پایان این تورنمنت فینال همواره به صورت تک بازی و به میزبانی یکی از دو تیم فینالیست یا در کشوری بی‌طرف برگزار گشت .پرسپولیس با برتری برابر المحرق فاتح نخستین دوره این مسابقات نام گرفت و الهلال در سال  ۰۲–۲۰۰۱ با شکست چونبوک هیوندای موتورز آخرین عنوان قهرمانی این رقابت‌ها را از آن خود کرد. قهرمان این جام برای دستیابی به سوپرجام آسیا   با قهرمان جام  باشگاه‌های آسیا مسابقه می‌داد .
تا سال ۲۰۰۲ مسابقات فوتبال درقاره آسیا تحت دو عنوان جام باشگاه های آسیا و جام در جام   آسیا برگزار میشد  اما کمیته برگزاری مسابقات باشگاهی در این قاره؛ پس از پایان مسابقات در سال ۰۲–۲۰۰۱ مانند جام برندگان جام اروپا در فصل ۹۹–۱۹۹۸ تصمیم به توقف این مسابقات گرفت. تیم های الهلال و یوکوهاما مارینوس هر کدام با ۲ قهرمانی پرافتخارترین تیم های این مسابقات  هستند. تیم های پرسپولیس و النصر هم هرکدام با ۱ قهرمانی و ۱ نایب قهرمانی سومین تیم پرافتخار این رقابت ها هستند.باشگاه های عربستانی با کسب شش عنوان ، رکوردار قهرمانی در این رقابت ها هستند.

## برندگان
| و. ا | برنده در وقت اضافه |

| سال       | میزبان                                   | نتیجه    | مهمان                 | ورزشگاه                   |
| --------- | ---------------------------------------- | -------- | --------------------- | ------------------------- |
| ۹۱–۱۹۹۰   | المحرق                                   | ۰–۰      | پرسپولیس              | ورزشگاه ملی بحرین         |
| ۹۱–۱۹۹۰   | پرسپولیس                                 | ۱–۰      | المحرق                | ورزشگاه آزادی             |
| ۹۱–۱۹۹۰   | پرسپولیس در مجموع ۱-۰ قهرمان شد          |          |                       |                           |
| ۹۲–۱۹۹۱   | النصر                                    | ۱–۱      | یوکوهاما مارینوس      | ورزشگاه امیر عبدالله فیصل |
| ۹۲–۱۹۹۱   | یوکوهاما مارینوس                         | ۵–۰      | النصر                 | ورزشگاه نیسان             |
| ۹۲–۱۹۹۱   | یوکوهاما مارینوس در مجموع ۶-۱ قهرمان شد. |          |                       |                           |
| ۹۳–۱۹۹۲   | یوکوهاما مارینوس                         | ۱-۱      | پرسپولیس              | ورزشگاه نیسان             |
| ۹۳–۱۹۹۲   | پرسپولیس                                 | ۱-۰      | یوکوهاما مارینوس      | ورزشگاه آزادی             |
| ۹۳–۱۹۹۲   | یوکوهاما مارینوس در مجموع ۲-۱ قهرمان شد. |          |                       |                           |
| ۹۴–۱۹۹۳   | القادسیه                                 | ۲-۴      | ساوت چاینا            | ورزشگاه هنگ کنگ           |
| ۹۴–۱۹۹۳   | ساوت چاینا                               | ۲-۰      | القادسیه              | ورزشگاه امیر سعود بن جلوی |
| ۹۴–۱۹۹۳   | القادسیه در مجموع ۶-۲ قهرمان شد.         |          |                       |                           |
| ۹۵–۱۹۹۴   | یوکوهاما فلگلز                           | ۲–۱ و. ا | الشعب                 | ورزشگاه خالد بن محمد      |
| ۹۶–۱۹۹۵   | بلمار هیراتسوکا                          | ۲–۱      | الطلبه                | ورزشگاه میتسوزاوا         |
| ۹۷–۱۹۹۶   | الهلال                                   | ۳–۱      | ناگویا گرامپوس        | ورزشگاه ملک فهد           |
| ۹۸–۱۹۹۷   | النصر                                    | ۱–۰      | سوون سامسونگ          | ورزشگاه ملک فهد           |
| ۹۹–۱۹۹۸   | الاتحاد                                  | ۳–۲ و. ا | چونام دراگونز         | ورزشگاه ملی توکیو         |
| ۲۰۰۰–۱۹۹۹ | شیمیزو اس-پالس                           | ۱–۰      | الزورا                | ورزشگاه هفتصدمین سالگرد   |
| ۰۱–۲۰۰۰   | الشباب                                   | ۴–۲      | دالیان شید            | ورزشگاه امیر عبدالله فیصل |
| ۰۲–۲۰۰۱   | الهلال                                   | ۲–۱ و. ا | چونبوک هیوندای موتورز | ورزشگاه جاسم بن حمد       |

## عملکردها

### بر پایهٔ تیم
| تیم                   | قهرمان | نایب قهرمانی | سال قهرمانی      | سال نایب قهرمانی |
| --------------------- | ------ | ------------ | ---------------- | ---------------- |
| الهلال                | ۲      | ۰            | ۹۷–۱۹۹۶، ۰۲–۲۰۰۱ |                  |
| یوکوهاما مارینوس      | ۲      | ۰            | ۹۲–۱۹۹۱، ۹۳–۱۹۹۲ |                  |
| پرسپولیس              | ۱      | ۱            | ۹۱–۱۹۹۰          | ۹۳–۱۹۹۲          |
| النصر                 | ۱      | ۱            | ۹۸–۱۹۹۷          | ۹۲–۱۹۹۱          |
| القادسیه              | ۱      | ۰            | ۹۴–۱۹۹۳          |                  |
| یوکوهاما فلگلز        | ۱      | ۰            | ۹۵–۱۹۹۴          |                  |
| بلمار هیراتسوکا       | ۱      | ۰            | ۹۶–۱۹۹۵          |                  |
| الاتحاد               | ۱      | ۰            | ۹۹–۱۹۹۸          |                  |
| شیمیزو اس-پالس        | ۱      | ۰            | ۲۰۰۰–۱۹۹۹        |                  |
| الشباب                | ۱      | ۰            | ۰۱–۲۰۰۰          |                  |
| المحرق                | ۰      | ۱            |                  | ۹۱–۱۹۹۰          |
| ساوت چاینا            | ۰      | ۱            |                  | ۹۴–۱۹۹۳          |
| الشعب                 | ۰      | ۱            |                  | ۹۵–۱۹۹۴          |
| الطلبه                | ۰      | ۱            |                  | ۹۶–۱۹۹۵          |
| ناگویا گرامپوس        | ۰      | ۱            |                  | ۹۷–۱۹۹۶          |
| سوون سامسونگ          | ۰      | ۱            |                  | ۹۸–۱۹۹۷          |
| چونام دراگونز         | ۰      | ۱            |                  | ۹۹–۱۹۹۸          |
| الزورا                | ۰      | ۱            |                  | ۲۰۰۰–۱۹۹۹        |
| دالیان هایچانگ        | ۰      | ۱            |                  | ۰۱–۲۰۰۰          |
| چونبوک هیوندای موتورز | ۰      | ۱            |                  | ۰۲–۲۰۰۱          |

### بر پایه کشورها
| کشور              | قهرمان | نایب قهرمان |
| ----------------- | ------ | ----------- |
| عربستان سعودی     | ۶      | ۱           |
| ژاپن              | ۵      | ۱           |
| ایران             | ۱      | ۱           |
| کره جنوبی         | ۰      | ۳           |
| عراق              | ۰      | ۲           |
| بحرین             | ۰      | ۱           |
| هنگ کنگ           | ۰      | ۱           |
| امارات متحده عربی | ۰      | ۱           |
| چین               | ۰      | ۱           |

## محل‌های برگزاری
| مکان                      | میزبانی(ها) | سال(ها)         |
| ------------------------- | ----------- | --------------- |
| ورزشگاه آزادی             | ۲           | ۹۱–۱۹۹۰،۹۳–۱۹۹۲ |
| ورزشگاه نیسان             | ۲           | ۹۲–۱۹۹۱،۹۳–۱۹۹۲ |
| ورزشگاه امیر عبدالله فیصل | ۲           | ۹۲–۱۹۹۱،۰۱–۲۰۰۰ |
| ورزشگاه ملک فهد           | ۲           | ۹۷–۱۹۹۶،۹۸–۱۹۹۷ |
| ورزشگاه ملی بحرین         | ۱           | ۹۱–۱۹۹۰         |
| ورزشگاه هنگ کنگ           | ۱           | ۹۴–۱۹۹۳         |
| ورزشگاه امیر سعود بن جلوی | ۱           | ۹۴–۱۹۹۳         |
| ورزشگاه خالد بن محمد      | ۱           | ۹۵–۱۹۹۴         |
| ورزشگاه میتسوزاوا         | ۱           | ۹۶–۱۹۹۵         |
| ورزشگاه ملی توکیو         | ۱           | ۹۹–۱۹۹۸         |
| ورزشگاه هفتصدمین سالگرد   | ۱           | ۲۰۰۰–۱۹۹۹       |
| ورزشگاه جاسم بن حمد       | ۱           | ۰۲–۲۰۰۱         |

## نگارخانه

قهرمانی پرسپولیس  در جام برندگان ۹۱–۱۹۹۰